# Threads
Threads és una aplicació d'Instagram que es va publicar oficialment el 6 de juliol del 2023 per Meta, segons TechCrunch, té com a objectiu competir amb Twitter.
Es preveu que faci servir protocols oberts com els que fa servir Mastodon.
Threads és un servei de xarxes socials en línia operat per Meta Platforms. L'aplicació ofereix als usuaris la possibilitat de publicar i compartir text, imatges i vídeos, així com interactuar amb les publicacions d'altres usuaris mitjançant respostes, republicacions i m'agrada.
Estretament vinculat a la plataforma Meta Instagram, requereix que els usuaris tinguin un compte d'Instagram i que utilitzin Threads sota el mateix identificador d'Instagram. L'aplicació està disponible en dispositius iOS i Android, mentre que la versió web ofereix una funcionalitat limitada. És l'aplicació de programari de consum de més ràpid creixement de la història, guanyant més de 100 milions d'usuaris en els seus primers cinc dies, superant el rècord establert anteriorment per ChatGPT. Després de l'adquisició de Twitter per part d'Elon Musk l'octubre de 2022, els empleats de Meta van desenvolupar el concepte d'introduir text a Instagram. Aquesta funció, coneguda com Instagram Notes, es va implementar el desembre de 2022. Posteriorment, la companyia va començar a desenvolupar una aplicació independent centrada en publicacions basades en text. El desenvolupament de Threads —conegut internament com a "Project 92"— va començar el gener de 2023, i la plataforma es va llançar oficialment el 5 de juliol de 2023.
Threads es van llançar a 100 països, però ha endarrerit el seu llançament a la Unió Europea a l'espera que la Comissió Europea defineixi la regulació pel que fa a les polítiques de recollida de dades del servei.